# Aubria masako
Aubria masako is een kikker uit het geslacht Aubria en de familie Pyxicephalidae. De soort werd voor het eerst wetenschappelijk beschreven door Annemarie Ohler en Mpetemba Kazadi in 1990.
De kikker leeft in delen van Afrika en komt voor in de landen Kameroen, Congo-Brazzaville, Congo-Kinshasa, Gabon, de Centraal-Afrikaanse Republiek. Mogelijk komt de soort daarnaast ook voor in Equatoriaal-Guinea. De habitat bestaat uit bossen in laaglanden, galerijbossen langs wateren en moerassen.